# Taylor Island, Nunavut (Hudson Bay)
Taylor Island är en ö i Kanada.   Den ligger i territoriet Nunavut, i den östra delen av landet, 1 300 km norr om huvudstaden Ottawa. Arean är 9,5 kvadratkilometer.
Terrängen på Taylor Island är platt. Öns högsta punkt är 55 meter över havet. Den sträcker sig 5,5 kilometer i nord-sydlig riktning, och 2,9 kilometer i öst-västlig riktning.